# Holy Land
Holy Land è il secondo album degli Angra, noto gruppo power/speed metal brasiliano.

## Il disco
Si tratta di un concept album che narra dei viaggi alla scoperta del continente sudamericano nel '500, illustrati anche nella mappa posta all'interno del libretto. Il disco, da molti considerato il capolavoro della band, è indubbiamente il più vario e completo, caratterizzandosi in particolare per una produzione raffinata che vede la presenza di frequenti parti etniche con tipiche percussioni brasiliane, oltre agli arrangiamenti classicheggianti già presenti nell'esordio Angels Cry.

## Tracce
1. Crossing – 1:55 (musica: Giovanni Pierluigi da Palestrina)
2. Nothing to Say – 6:21
3. Silence and Distance – 5:35
4. Carolina IV – 10:36
5. Holy Land – 6:26
6. The Shaman – 5:23
7. Make Believe – 5:53
8. Z.I.T.O. – 6:04
9. Deep Blue – 5:47
10. Lullaby for Lucifer – 2:43

## Formazione
- Andre Matos - voce
- Kiko Loureiro - chitarra
- Rafael Bittencourt - chitarra
- Luís Mariutti - basso
- Ricardo Confessori - batteria